# Младен Ж. Радојковић
Младен Ж. Радојковић (Пожаревац, 1830 — ?) био је правник и писац.
Негов живот и рад су везани за развој поштанско-телеграфског саобраћаја у Србији. Гимназију и Лицеј (права) је завршио у Београду. Звање практиканта књажевске канцеларије је добио 1856. Исте године је премештен у Главну контролу телеграфских рачуна. У Попечитељству (министарству) иностраних дела радио је 1858. 
Телеграфски спор између Србије и Турске водио је 1856-1866. Споразум између Србије и Турске у вези међународних телеграфских обрачуна потписао је 1866. За секретара Поштанско-телеграфског одељења постављен је 1866-68. 
Радојковић је био српски представник на: 
- другој телеграфској конференцији у Бечу 1868 .
- 1872. на трећој телеграфској конференцији у Риму.
- на оснивачком конгресу Светског поштанског савеза у Берну 1874. Био је делегат Србије.
- на петој телегарафској конференцији у Лондону

Године 1878, Постао је начелник Поштанско-телеграфског одељења. 1879. 
Поштанска управа Србије је 1889. покренула часопис „Поштанско-телеграфски весник“ у коме је Радојковић писао чланке везане за историју Поште у Србији. Давао је и упутства како се прикупљају предмети из историје Поште.